# Joseph de Caraman Chimay
Principe Marie Joseph Anatole Élie de Riquet (Parigi, 4 luglio 1858 – Chimay, 25 luglio 1937) è stato uno schermidore francese. Fu il 19º principe di Chimay dal 1892 al 1937. Era figlio ed erede del principe Joseph di Riquet de Caraman-Chimay, famoso diplomatico e ministro degli esteri.
Vinse molte gare soprattutto in Francia e in Belgio. Partecipò ai Giochi della II Olimpiade di Parigi nella gara di spada individuale, dove fu però eliminato al primo turno.
Il più famoso dei duelli a cui partecipò fu però quello di natura "privata" nel 1897, con Georges Clemenceau, il futuro presidente del Consiglio francese, per un articolo scandalistico sulla prima moglie del principe, che Clemenceau aveva pubblicato sul suo giornale: entrambi si ferirono nel duello ma il principe fu dichiarato vincitore.
Si sposò due volte: la prima volta con una donna statunitense, Clara Ward, dalla quale ebbe due figli; la seconda volta con Anne Marie Charlotte Amélie Gilone Le Veneur de Tillières, dalla quale ebbe altri due figli. Essendo morto prima di lui l'unico figlio maschio della prima moglie gli subentrarono nel titolo legato al principato di Chimay, uno dopo l'altro, i figli di secondo letto (il figlio dell'ultimo è Philippe, l'attuale principe di Chimay, nato 1948).